# Maarten Schmidt
Pour les articles homonymes, voir Schmidt.
Maarten Schmidt (né à Groningue le 28 décembre 1929 et mort le 17 septembre 2022 à Fresno en Californie) est un astronome néerlandais, qui fut le premier à identifier et mesurer la distance d'un quasar.

## Biographie
Maarten Schmidt est né à Groningue (Pays-Bas), et obtient son doctorat à l'université de Leyde en 1956, où il fut l'étudiant entre autres de Jan Oort.
Maarten Schmidt émigre aux États-Unis d'Amérique en 1959 et travaille au California Institute of Technology. Il commence par travailler sur des théories concernant la distribution de masse et la dynamique des galaxies. En particulier, ses travaux ont permis l'élaboration de la loi de Schmidt-Kennicutt qui établit un lien entre le taux de formation d'étoiles et la densité de gaz dans une région donnée d'une galaxie. Il se concentre ensuite sur l'étude du spectre électromagnétique des sources radio. En 1963, à l'aide du télescope Hale de 5 mètres du Mont Palomar, Schmidt identifie l'objet en lumière visible correspondant à la source radio 3C 273, et en étudie le spectre. Bien que son apparence d'étoile semble indiquer que cet objet soit relativement proche, le spectre de 3C 273 montre un décalage vers le rouge très important (0,158), indiquant ainsi que l'objet se trouve bien au-delà de la Galaxie, et est donc extrêmement lumineux,. Schmidt nomma cet objet « quasi-stellar », ou quasar. Des milliers d'objets de ce type ont été découverts depuis.

## Distinctions et récompenses
- Prix Helen B. Warner pour l'astronomie (1964)
- Henry Norris Russell Lectureship (1978)
- Médaille d’or de la Royal Astronomical Society (1980)
- Médaille James-Craig-Watson (1991)
- Médaille Bruce (1992)
- Prix Kavli en astrophysique (2008)

L'astéroïde (10430) Martschmidt porte son nom pour lui rendre hommage.